# Rusia en la Copa Mundial de Fútbol Sub-17 de 2015
La Selección de Rusia será uno de los 24 equipos participantes en la Copa Mundial de Fútbol Sub-17 de 2015, torneo que se llevará a cabo entre el 17 de octubre y el 8 de noviembre de 2015 en Chile.
La Selección de fútbol sub-17 de Rusia, llegó hasta las semifinales del Campeonato Europeo Sub-17 de la UEFA 2015, en donde cayó ante la selección de fútbol sub-17 de Alemania por 0:1, esta será la segunda participación consecutiva de Rusia.

## Participación

### Grupo E
| Equipo          | Pts | PJ | PG | PE | PP | GF | GC | Dif |
| --------------- | --- | -- | -- | -- | -- | -- | -- | --- |
| Sudáfrica       | 0   | 0  | 0  | 0  | 0  | 0  | 0  | 0   |
| Costa Rica      | 0   | 0  | 0  | 0  | 0  | 0  | 0  | 0   |
| Corea del Norte | 0   | 0  | 0  | 0  | 0  | 0  | 0  | 0   |
| Rusia           | 0   | 0  | 0  | 0  | 0  | 0  | 0  | 0   |

| 19 de octubre de 2015, 20:00 | Corea del Norte | Partido 11 | Rusia | Estadio Ester Roa Rebolledo, Concepción |  |
|                              |                 |            |       | Árbitro(s):                             |  |

| 22 de octubre de 2015, 20:00 | Rusia | Partido 23 | Costa Rica | Estadio Ester Roa Rebolledo, Concepción |  |
|                              |       |            |            | Árbitro(s):                             |  |

| 25 de octubre de 2015, 19:00 | Rusia | Partido 35 | Sudáfrica | Estadio Ester Roa Rebolledo, Concepción |  |
|                              |       |            |           | Árbitro(s):                             |  |

- Datos: Q20022190